# Diocese de Kohima
A Diocese de Kohima (Latim:Dioecesis Kohimaensis) é uma diocese localizada no município de Coimá, no estado de Nagalândia, pertencente a Arquidiocese de Imphal na Índia. Foi fundada em 29 de janeiro de 1973 pelo Papa Paulo VI. Com uma população católica de 61.876 habitantes, sendo 2,5% da população total, possui 55 paróquias com dados de 2020.

## História
Em 29 de janeiro de 1973 o Papa Paulo VI cria a Diocese de Kohima-Imphal através do território da Diocese de Dibrugarh. Em 1980 a Diocese de Kohima-Imphal é dividida em dois territórios, sendo a Diocese de Kohima e a Diocese de Imphal, futura arquidiocese.

## Lista de bispos
A seguir uma lista de bispos desde a criação da diocese em 1973.
|                          | Nome                            | Período          | Notas                       |
| Bispos de Kohima         | Bispos de Kohima                | Bispos de Kohima | Bispos de Kohima            |
| ------------------------ | ------------------------------- | ---------------- | --------------------------- |
| 3º                       | James Thoppil                   | 2011 - atual     |                             |
| 2º                       | José Mukala                     | 1997 - 2009      |                             |
| 1º                       | Abraham Alangimattathil, S.D.B. | 1980 - 1996      |                             |
| Bispos de Kohima-Imphal  |                                 |                  |                             |
| 1º                       | Abraham Alangimattathil, S.D.B. | 1973 - 1980      | Nomeado bispo dessa diocese |
| Administrador apostólico |                                 |                  |                             |
| 1º                       | Dominic Lumon                   | 2009 - 2011      |                             |